# 高谅省
高谅省（越南语：／），是越南1975年至1978年间的省份，省莅在高平市社，今属高平省和谅山省。

## 地理
高谅省北和东均接中国广西壮族自治区，东南接广宁省，南接河北省，西接河宣省和北太省。面积13781平方千米，人口871000人。

## 历史
1975年12月27日，越南政府合并省份，高平省和谅山省合并为高谅省，省莅在高平市社。
高谅省下辖高平市社、谅山市社2市社和北山县、保乐县、平嘉县、高禄县、枝陵县、河广县、和安县、右陇县、禄平县、原平县、广和县、石安县、通农县、茶岭县、长定县、重庆县、文朗县、文关县18县。
1977年8月30日，高禄县4社划归谅山市社管辖。
1978年12月29日，越南国会通过决议，撤销高谅省，恢复高平省和谅山省，北太省𢄂野县、银山县2县划归高平省，广宁省定立县划归谅山省。高平省下辖高平市社和保乐县、𢄂野县、河广县、和安县、银山县、原平县、广和县、石安县、通农县、茶岭县、重庆县11县；谅山省下辖谅山市社和北山县、平嘉县、高禄县、枝陵县、定立县、右陇县、禄平县、长定县、文朗县、文关县10县。

## 行政区划
1978年，高谅省下辖2市社18县。
- 高平市社
- 谅山市社
- 北山县
- 保乐县
- 平嘉县
- 高禄县
- 枝陵县
- 河广县
- 和安县
- 右陇县
- 禄平县
- 原平县
- 广和县
- 石安县
- 通农县
- 茶岭县
- 长定县
- 重庆县
- 文朗县
- 文关县